# ジャウマ・フェイトサ・ジアス
ジャウミーニャ（Djalminha）ことジャウマ・フェイトサ・ジアス（Djalma Feitosa Dias、1970年12月9日 - ）は、ブラジル・サントス出身の元サッカー選手。ブラジル代表であった。
ポジションは攻撃的ミッドフィールダー。フットサルの様なトリッキーなドリブルを得意とし、ヒールリフトを実戦で成功させた数少ない選手の一人。

## 経歴

### クラブ
父親のジャウマ・ジアス(Djalma Dias)もサッカー選手であった。ジャウミーニャというニックネームは小さなジャウマという意味である。地元にあるサントスFCの下部組織でプレーしていたが、その後リオデジャネイロにあるCRフラメンゴの下部組織に移ってプロデビューした。グアラニFC、日本の清水エスパルス、SEパルメイラスでもプレーし、SEパルメイラスに在籍していた1996年にはリーグ最優秀選手賞であるボーラ・ジ・オーロを獲得した。
1997年7月、スペイン・リーガ・エスパニョーラのデポルティーボ・ラ・コルーニャに移籍した。1997-98シーズンから1999-2000シーズンまでの3シーズンで87試合に出場して26得点を挙げ、1999-2000シーズンにはリーグ優勝を果たした。しかし、2000年にアトレティコ・マドリードからポジションが被るフアン・カルロス・バレロンが加入したために出場機会が減少し、2001-02シーズンにはコパ・デル・レイを制したが、リーグ戦では18試合の出場にとどまった。2002年5月には練習中にハビエル・イルレタ監督と揉め事を起こした。これが引き金となり、2002-03シーズンはオーストリア・ブンデスリーガのFKアウストリア・ウィーンにレンタル移籍した。2003年夏にはデポルティーボに復帰したが、2003-04シーズンは11試合しか出場できなかった。2004年にはメキシコのクラブ・アメリカに短期間だけ在籍し、34歳で現役引退した。

### 代表
一時はほぼレギュラーを掴み、代表の10番を与えられるべきとの評価も得ていたが、同時期のブラジル代表には同じ左利きの司令塔リバウドがおり、出場機会は14試合にとどまった。1997年にはコパ・アメリカ1997に出場して優勝している。

### 現役引退後
現役引退後はインドアサッカー選手としてプレーしている。2006年にはインドアサッカーブラジル代表としてインドアサッカー・ワールドカップで優勝し、大会最優秀選手に輝いた。2008年にはデポルティーボ・ラ・コルーニャのインドアサッカーチームに加入し、サッカーチーム時代もチームメイトであったドナト、フラン、ヌールッディーン・ナイベト、ジャック・ソンゴォなどとともにプレーした。

## 個人成績

### クラブでの出場記録
| 国内大会個人成績 | 国内大会個人成績       | 国内大会個人成績 | 国内大会個人成績 | 国内大会個人成績 | 国内大会個人成績 | 国内大会個人成績 | 国内大会個人成績 | 国内大会個人成績 | 国内大会個人成績 | 国内大会個人成績 | 国内大会個人成績 |
| 年度             | クラブ                 | 背番号           | リーグ           | リーグ戦         | リーグ戦         | リーグ杯         | リーグ杯         | オープン杯       | オープン杯       | 期間通算         | 期間通算         |
| 年度             | クラブ                 | 背番号           | リーグ           | 出場             | 得点             | 出場             | 得点             | 出場             | 得点             | 出場             | 得点             |
| ブラジル         | ブラジル               | ブラジル         | ブラジル         | リーグ戦         | リーグ戦         | ブラジル杯       | ブラジル杯       | オープン杯       | オープン杯       | 期間通算         | 期間通算         |
| ---------------- | ---------------------- | ---------------- | ---------------- | ---------------- | ---------------- | ---------------- | ---------------- | ---------------- | ---------------- | ---------------- | ---------------- |
| 1990             | フラメンゴ             |                  |                  | 10               | 1                |                  |                  |                  |                  |                  |                  |
| 1991             | フラメンゴ             |                  |                  | 4                | 1                |                  |                  |                  |                  |                  |                  |
| 1992             | フラメンゴ             |                  |                  | 7                | 0                |                  |                  |                  |                  |                  |                  |
| 1993             | グアラニ               |                  |                  | 32               | 10               |                  |                  |                  |                  |                  |                  |
| 1994             | グアラニ               |                  |                  | 30               | 21               |                  |                  |                  |                  |                  |                  |
| 日本             | 日本                   | 日本             | 日本             | リーグ戦         | リーグ戦         | リーグ杯         | リーグ杯         | 天皇杯           | 天皇杯           | 期間通算         | 期間通算         |
| 1994             | 清水                   | -                | J                | 11               | 4                | 0                | 0                |                  |                  |                  |                  |
| ブラジル         | ブラジル               | ブラジル         | ブラジル         | リーグ戦         | リーグ戦         | ブラジル杯       | ブラジル杯       | オープン杯       | オープン杯       | 期間通算         | 期間通算         |
| 1995             | グアラニ               |                  |                  | 41               | 17               |                  |                  |                  |                  |                  |                  |
| 1996             | パルメイラス           |                  |                  | 48               | 15               |                  |                  |                  |                  |                  |                  |
| 1997             | パルメイラス           |                  |                  | 28               | 12               |                  |                  |                  |                  |                  |                  |
| スペイン         | スペイン               | スペイン         | スペイン         | リーグ戦         | リーグ戦         | 国王杯           | 国王杯           | オープン杯       | オープン杯       | 期間通算         | 期間通算         |
| 1997-98          | デポルティーボ         |                  | プリメーラ       | 26               | 8                |                  |                  |                  |                  |                  |                  |
| 1998-99          | デポルティーボ         |                  | プリメーラ       | 30               | 8                |                  |                  |                  |                  |                  |                  |
| 1999-00          | デポルティーボ         |                  | プリメーラ       | 31               | 10               |                  |                  |                  |                  |                  |                  |
| 2000-01          | デポルティーボ         |                  | プリメーラ       | 21               | 9                |                  |                  |                  |                  |                  |                  |
| 2001-02          | デポルティーボ         |                  | プリメーラ       | 18               | 1                |                  |                  |                  |                  |                  |                  |
| オーストリア     | オーストリア           | オーストリア     | オーストリア     | リーグ戦         | リーグ戦         | リーグ杯         | リーグ杯         | オーストリア杯   | オーストリア杯   | 期間通算         | 期間通算         |
| 2002-03          | アウストリア・ウィーン |                  | ブンデス         | 9                | 2                |                  |                  |                  |                  |                  |                  |
| スペイン         | スペイン               | スペイン         | スペイン         | リーグ戦         | リーグ戦         | 国王杯           | 国王杯           | オープン杯       | オープン杯       | 期間通算         | 期間通算         |
| 2003-04          | デポルティーボ         |                  | プリメーラ       | 11               | 2                |                  |                  |                  |                  |                  |                  |
| メキシコ         | メキシコ               | メキシコ         | メキシコ         | リーグ戦         | リーグ戦         | コパMX           | コパMX           | オープン杯       | オープン杯       | 期間通算         | 期間通算         |
| 2004-05          | アメリカ               |                  | プリメーラ       | 5                | 1                |                  |                  |                  |                  |                  |                  |
| 通算             | ブラジル               | ブラジル         |                  |                  |                  |                  |                  |                  |                  |                  |                  |
| 通算             | 日本                   | 日本             | J                | 11               | 4                | 0                | 0                |                  |                  |                  |                  |
| 通算             | スペイン               | スペイン         | プリメーラ       |                  |                  |                  |                  |                  |                  |                  |                  |
| 通算             | オーストリア           | オーストリア     | ブンデス         |                  |                  |                  |                  |                  |                  |                  |                  |
| 通算             | メキシコ               | メキシコ         | プリメーラ       |                  |                  |                  |                  |                  |                  |                  |                  |
| 総通算           |                        |                  |                  |                  |                  |                  |                  |                  |                  |                  |                  |

### 代表での年別出場試合数
| ブラジル代表 | 国際Aマッチ | 国際Aマッチ |
| 年           | 出場        | 得点        |
| ------------ | ----------- | ----------- |
| 1996         | 3           | 1           |
| 1997         | 7           | 3           |
| 1998         | 0           | 0           |
| 1999         | 0           | 0           |
| 2000         | 2           | 0           |
| 2001         | 0           | 0           |
| 2002         | 2           | 1           |
| 通算         | 14          | 5           |

## タイトル

### サッカー

#### クラブ
- CRフラメンゴ

コパ・ド・ブラジル: 1990
リオデジャネイロ州選手権: 1991
ブラジル全国選手権: 1992
- SEパルメイラス

サンパウロ州選手権: 1996
- デポルティーボ・ラ・コルーニャ

リーガ・エスパニョーラ: 1999–2000
コパ・デル・レイ: 2001–02
スーペルコパ・デ・エスパーニャ: 2000, 2002
- FKアウストリア・ウィーン

ブンデスリーガ: 2002–03

#### 代表
- ブラジル代表

コパ・アメリカ : 1997

#### 個人
- SEパルメイラス

ボーラ・ジ・オーロ (1) : 1996

### インドアサッカー

#### クラブ
- デポルティーボ・ラ・コルーニャ

スペイン・インドアサッカーリーグ : 2007–08
スペイン・インドアサッカーカップ : 2007–08
- CRフラメンゴ

ブラジル・インドアサッカーリーグ : 2009

#### 代表
- ブラジル代表

インドアサッカー・ワールドカップ : 2006

#### 個人
- インドアサッカー・ワールドカップ 最優秀選手: 2006
- ブラジル・インドアサッカーリーグ 得点王 : 2009[6]